# برادا-ریبنیتشک
برادا-ریبنیتشک (به چکی: Brada-Rybníček) یک منطقهٔ مسکونی در جمهوری چک است که در شهرستان ییچین واقع شده‌است.